# Vite de' pittori, scultori ed architetti napoletani
Vite de' pittori, scultori ed architetti napoletani (Vite De' Pittori, Scultori, Architetti Napoletani Non mai date alla luce da Autore alcuno Dedicate Agli Eccellentiss. Signori, Eletti Della Fedelissima Città Di Napoli.) è una serie di biografie di artisti, scritta nel XVIII secolo dal pittore napoletano Bernardo De Dominici.
De Dominici è ricordato come il Vasari napoletano, dopo aver dato alle stampe una collezione in tre volumi di brevi biografie di artisti partenopei in cui vengono narrate le vite e le carriere di decine di artisti, alcuni dei quali probabilmente inventati, soprattutto nei primi due tomi, o le cui storie allargate con fantasiosi aneddoti. Rappresenta un notevole compendio enciclopedico degli artisti che hanno operato a Napoli dal 1400 al tardo periodo barocco
L'opera venne edita dalla Stamperia del Ricciardi di Napoli nel 1742, .

## Volume I
- Giovanni Antonio Amato;
- Angiolillo;
- Antonio Baboccio da Piperno;
- Buono de' Buoni e suo figlio Silvestro;
- Andrea Ciccione;
- Belisario Corenzio;
- Pietro e Ippolito del Donzello;
- Gasparo Ferrata;
- Angelo Aniello Fiore;
- Colantonio;
- Agnolo Franco;
- Gennaro di Cola e Maestro Stefanone;
- Maestro Mino;
- Guglielmo Monaco;
- Giovanni Francesco Mormando;
- Masuccio Primo;
- Matteo Sanese;
- Giacomo de Santis;
- Masuccio Segondo;
- Carlo Sellitto;
- Maestro Francesco di Simone;
- Maestro Simone Pappa il vecchio;
- Antonio Solario;
- Pietro e Tommaso de' Stefani;
- Filippo Tesauro;
- Tesauro;
- Raimo Epifanio Tesauro;
- Nicola di Vito;

## Volume II
- Giuseppe Agellio;
- Gabriello d'Agnolo;
- Giovanni Antonio di Amato il Giovane;
- Pompeo dell'Aquila;
- Ambrogio Attendolo;
- Giovanni Battista Anticone;
- Girolamo d'Arena;
- Pietro d'Arena;
- Pietro Asesa;
- Giovanni Domenico D'Auria;
- Giovanni Bernardino Azzolino;
- Giovanni Baglione;
- Dionisio Nencioni di Bartolomeo;
- Domenico de Benedittis;
- Silvestro Bruno;
- Annibale Caccavello;
- Cesare Calense;
- D. Girolamo Capece;
- Antonio Capolongo;
- Francesco Сарuto;
- Marco Cardisco;
- Lionardo Castellani;
- Giovanni Filippo Crescione;
- Giovanni Filippo Criscuolo;
- Mariangiola Criscuolo;
- Giovanni Battista Cavagni;
- Giacomo Cosentino;
- Giovanni Angelo Criscuolo;
- Francesco Curia;
- Giovanni Vincenzo Corso;
- Fra Giulio Cesare Falco;
- Antonio Fiorentino della Cava;
- Giovanni Vincenzo Forlì;
- Mommetto Greuter;
- Sigismondo di Giovanni;
- Francesco Imparato;
- Girolamo Imparato;
- Giovanni Bernardo Lama;
- Pompeo Landulfo;
- Matteo da Lecce;
- Pirro Ligorio;
- Battista Loca;
- Giacomo Manecchia;
- Ferdinando Manlio;
- Alessandro Martucci;
- Cola dell'Amatrice;
- Marco Mazzaroppi;
- Giovanni da Nola;
- Giovanni Vincenzo Della Monica;
- Giovanni Battista Nasoni;
- Marco Antonio Nicotera;
- Pietro Negroni;
- Onofrio Palomea;
- Pietro Paolo Ponzo;
- Simon Papa;
- Bartolomeo Pettinato;
- Pietro della Piata;
- Marco da Siena;
- Antonio Pizzo;
- Scipione Pulzone;
- Aniello Redito;
- Giovanni Battista Rossi;
- Muzio Rossi;
- Nunzio Rossi;
- Giovanni Pietro Russo;
- Francesco Ruvviale;
- Andrea da Salerno;
- Novello da San Lucano;
- Girolamo Santacroce;
- Fabrizio Santafede;
- Francesco Santafede;
- Orazio Scoppa;
- Girolamo Siciolante da Sermoneta;
- Niccolò de Simone;
- Agnolo Sole;
- Pietro Francione Spagnuoli;
- Giovanni Tomasso Splano;
- Dezio Termisano;
- Cesare Turco;
- Giuseppe Valeriano;
- Andrea di Vito;

## Volume III
- Battistello Caracciolo
- Bernardo Cavallino
- Francesco Cozza
- Domenico Gargiulo
- Artemisia Gentileschi
- Corrado Giaquinto
- Tommaso Giaquinto
- Luca Giordano
- Andrea De Lione
- Giuseppe Marullo
- Jusepe de Ribera
- Pacecco De Rosa
- Francesco Solimena
- Giovan Battista Spinelli
- Massimo Stanzione
- Mattia Preti
- Anna de Rosa